# Musée international du Long-Cours Cap-Hornier
Le musée international du Long-Cours Cap-Hornier, créé par le conservateur des musées de Saint-Malo, Dan Lailler, est situé dans le quartier de Saint-Servan dans la ville de Saint-Malo en Ille-et-Vilaine. Il ferme définitivement ses portes en novembre 2019. Un projet de musée maritime, reprenant les anciennes collections, doit voir le jour en 2024.

## Présentation
Il réunit des documents et témoignages sur l'histoire de la navigation au long cours et plus particulièrement des capitaines au long cours et des marins cap-horniers c'est-à-dire, qui franchissaient le redouté Cap Horn.
Le musée occupe les quatre étages de la tour Solidor sur la rive de la Rance, fortification datant de la fin du XIVe siècle.
Le musée retrace la découverte du Cap Horn et la vie des cap-horniers à l'aide de cartes, portraits de marins célèbres, maquettes de navires, des pièces d'accastillage, des photos et autres témoignages de la vie des marins.

## Fréquentation
Pour des raisons techniques, il est temporairement impossible d'afficher le graphique qui aurait dû être présenté ici.

## Galerie

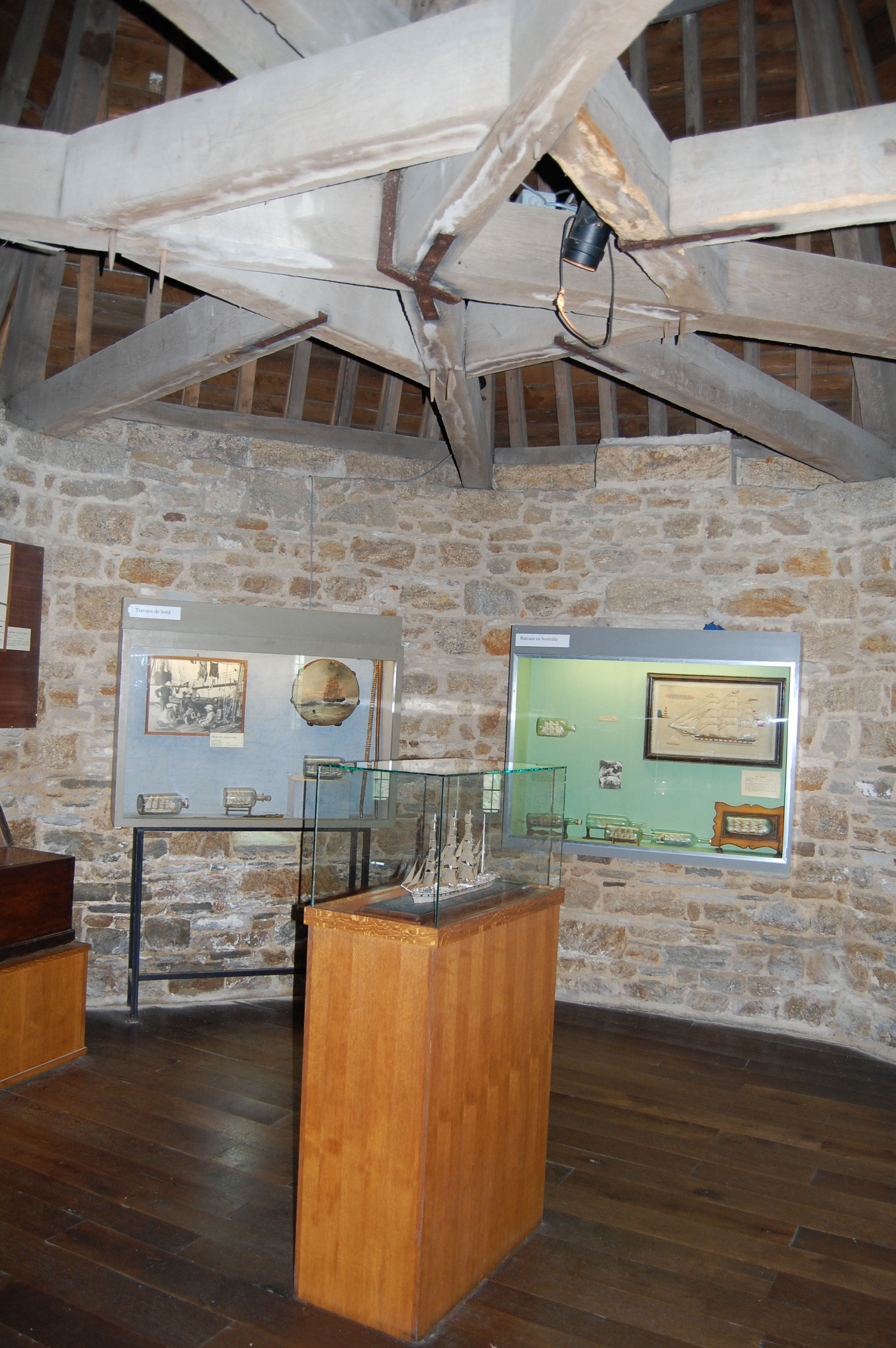
La salle située au sommet de la tour.
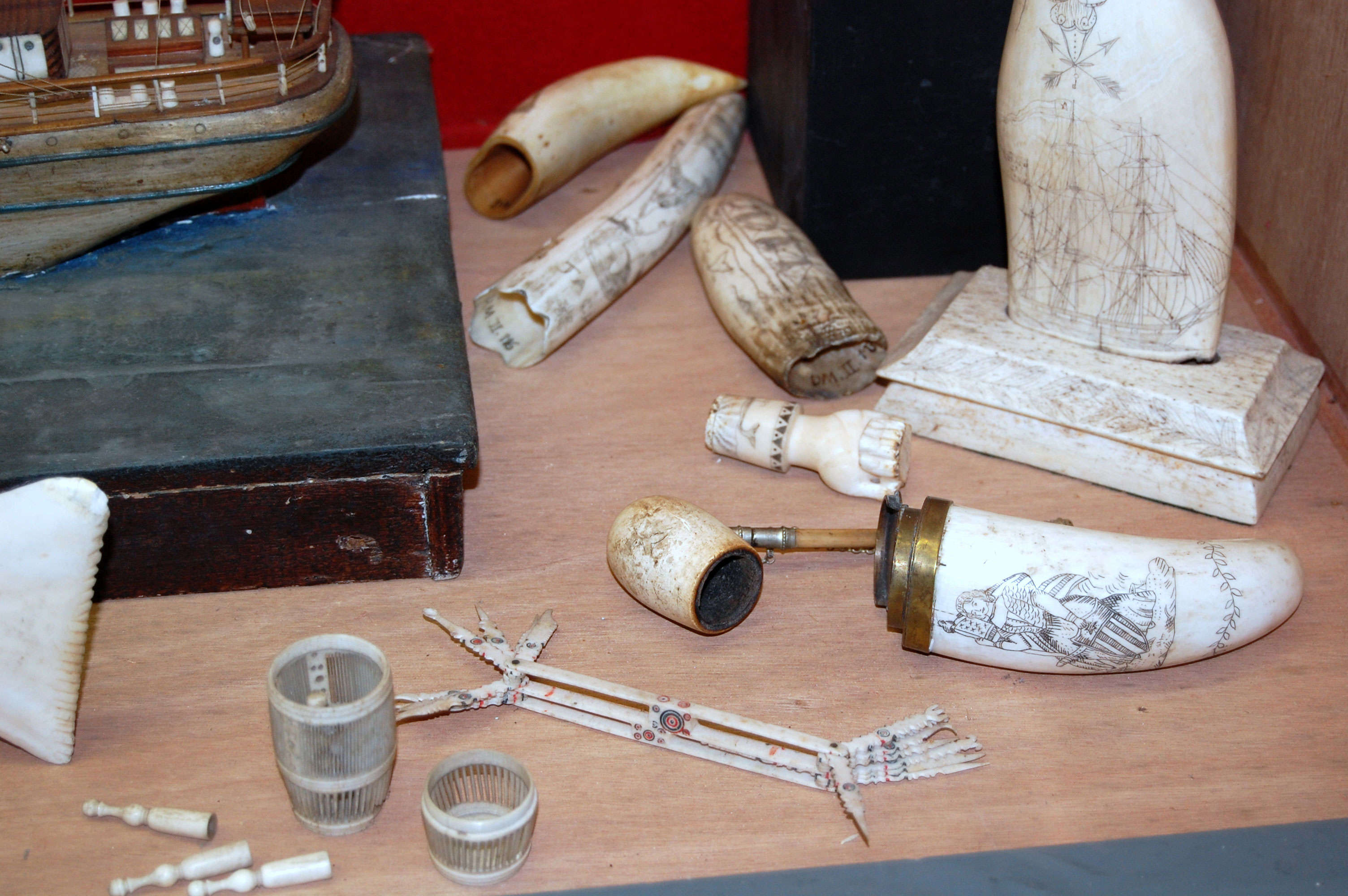
Artisanat des marins embarqués sur les baleiniers (scrimshaws).
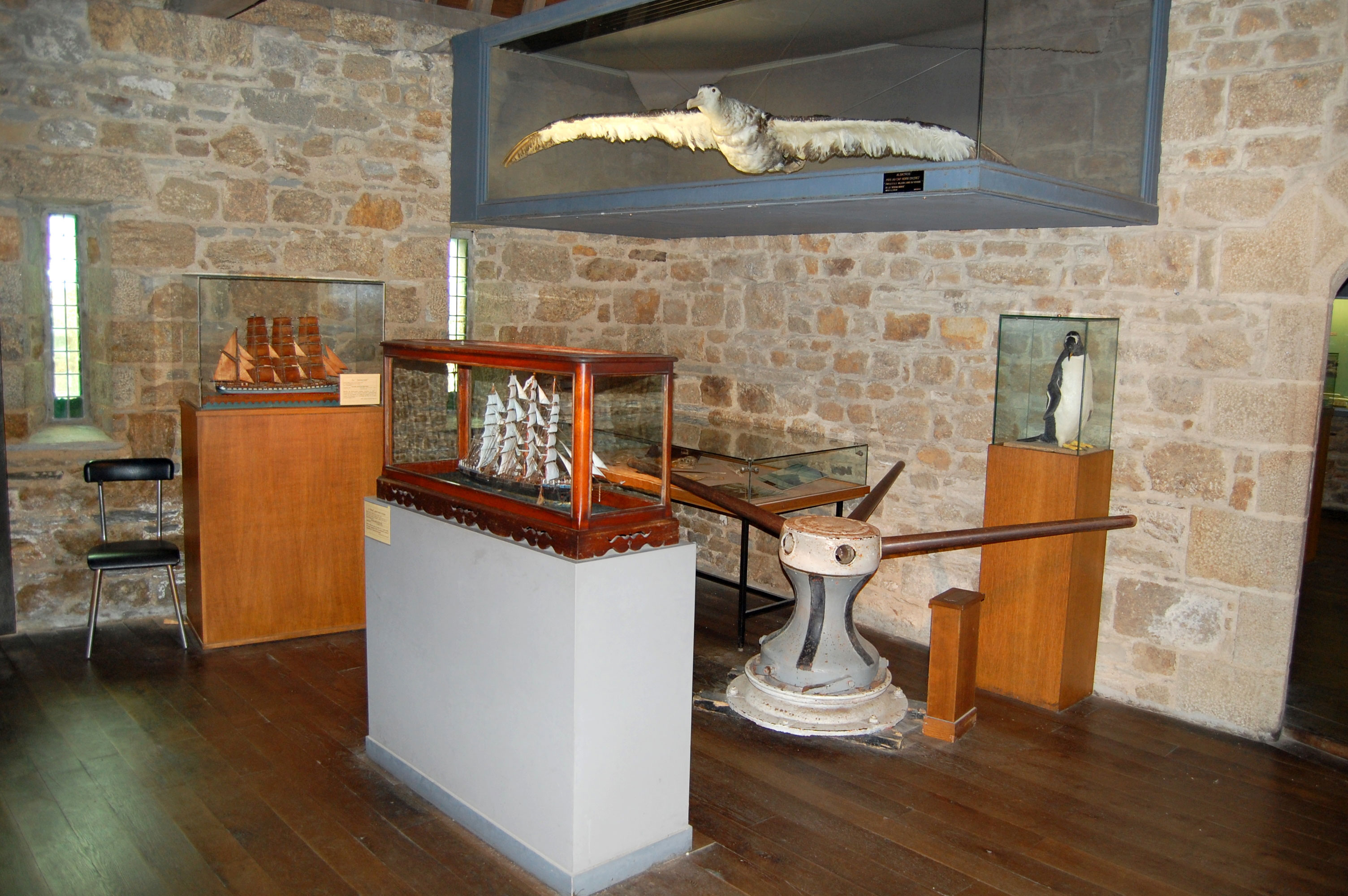
Albatros, cabestan, maquette.
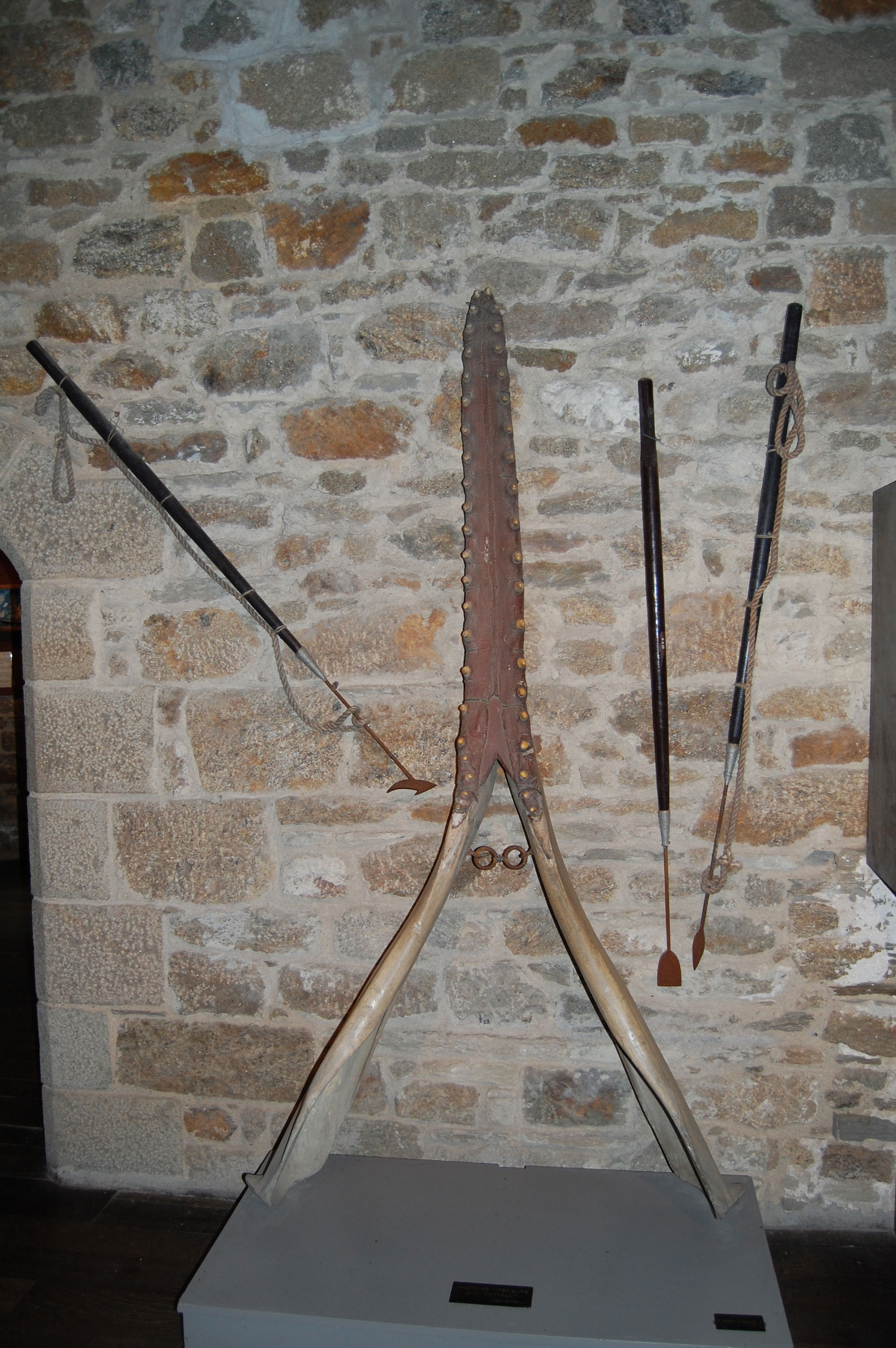
Fers de harpons, mâchoire de cachalot.
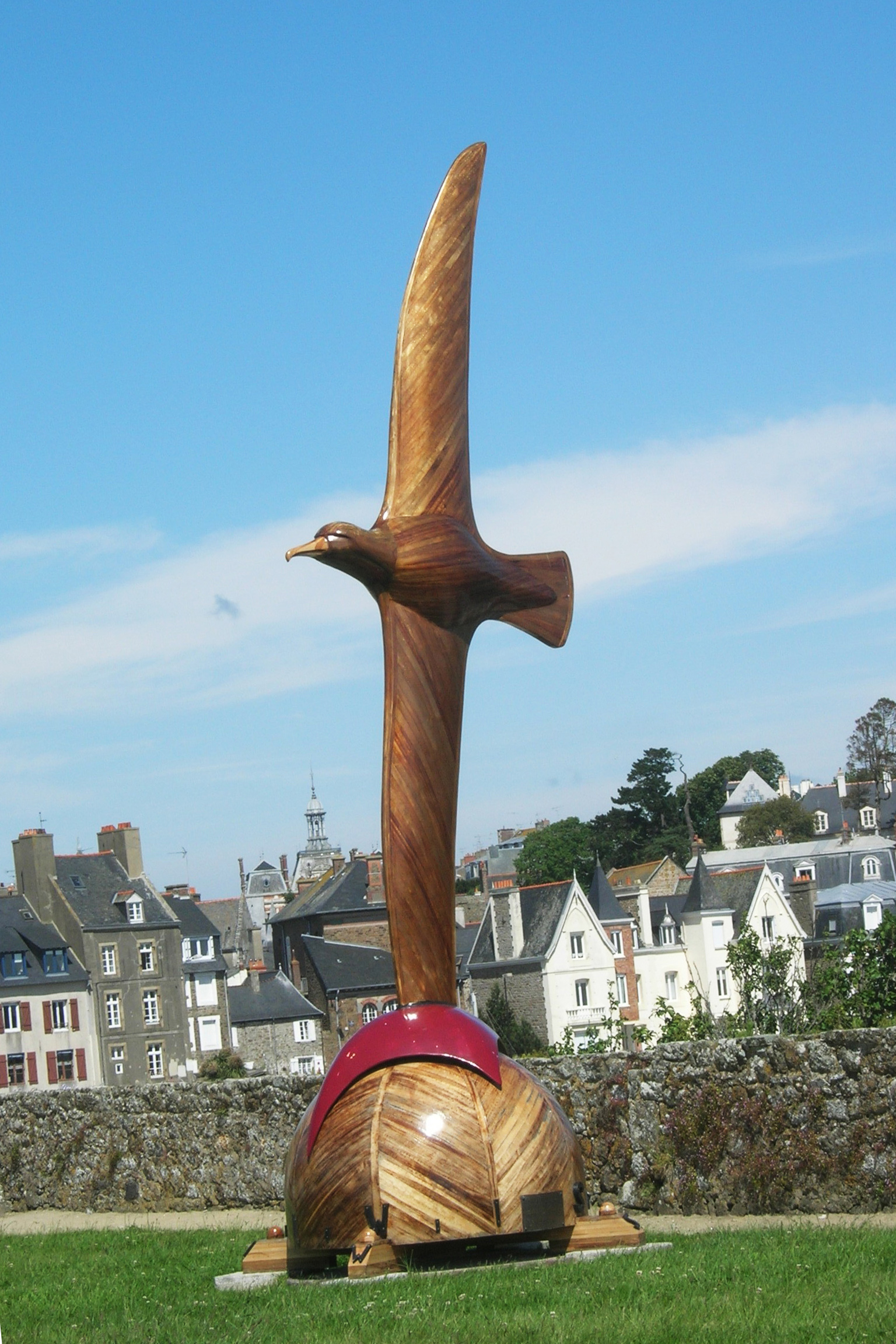
Albatros/Girouette offerte par la section chilienne de l'association des anciens cap horniers.